# Echinopsis ancistrophora
Echinopsis ancistrophora  (лат.) — вид кактусов из рода Эхинопсис. Видовое название происходит от греч. αγκιστρι (angistri) - крючок и греч. φερω (phero) - нести, что характеризует форму колючек.

## Распространение и экология
Вид распространён в Западной Аргентине (провинции Сальта, Жужуй и Тукуман) и на юге Боливии (департаменты Тариха и Чукисака), на высоте от 600 до 2500 метров над уровнем моря.
Этот вид произрастает во многих типах местообитаний, таких как луга, кустарники и леса.

## Описание
Стебель одиночный или кустится, сдавленно-шаровидной формы, до 6 см в диаметре. Рёбер около 20 прямых, холмистых. Цвет эпидермиса - тёмно-зелёный, глянцевый. Ареолы желтоватые, овальные.
Радиальных колючек 4-10, расположенных «пауком», беловатые, до 1 см длиной. Центральных колючек 0-4, до 2 см длиной, с крючком, светло-коричневые или цвета рога.
Дневные цветки отличаются разнообразием окраски: ярко-розовые, красные, белые, оранжеватые, лавандовые. Расположены на длинной (до 15 см) цветочной трубке. Без аромата.
Плоды овальные, от зелёных до зеленовато-лиловых, суховатые, до 16 мм в длину и до 8 мм в диаметре.

## Охрана в природе
Echinopsis ancistrophora внесён в Красную книгу Международного союза охраны природы, его состояние оценивается как уязвимое.
Этот вид имеет достаточно широкий ареал, но полевые наблюдения, сделанные в течение последних 10 лет свидетельствуют о том, что популяция неуклонно сокращается за счет расширения сельского хозяйства и сбора для декоративных целей.
Растёт в охраняемой зоне Сьерра-Агуараге, Тариха, Боливия. На природоохранных территориях Аргентины не присутствует.

## Подвиды

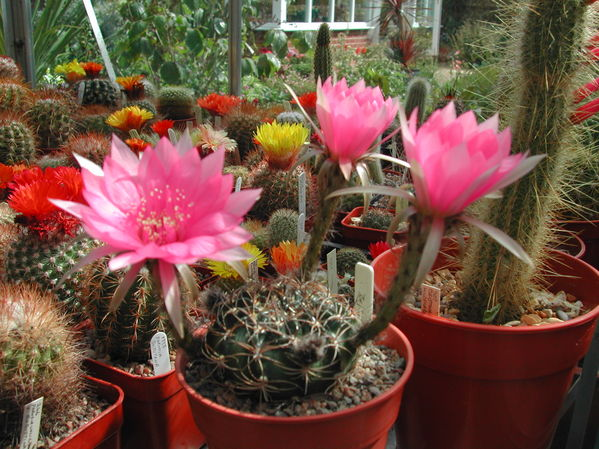
Echinopsis ancistrophora subsp. cardenasiana

Признано четыре подвида Echinopsis ancistrophora, образованные из ранее самостоятельных видов:
- Echinopsis ancistrophora subsp. ancistrophora. Отличается разноцветными цветками. Встречается от южной Сальти (Аргентина) до южных областей Боливии.
- Echinopsis ancistrophora subsp. arachnacantha (Buining & F. Ritter) Rausch 1977. Меньше по размерам. Цветёт жёлтыми или жёлто-оранжевыми цветками. Встречается ещё севернее - в районе Самаипати Санта-Круса;
- Echinopsis ancistrophora subsp. pojoensis (Rausch) Rausch 1977. Его цветки от фиолетово-розового до красного цвета. Распространён в Тарихе (Боливия).
- Echinopsis ancistrophora subsp. cardenasiana (Rausch) Rausch 1977. Отличается более крупными растениями с красными цветками. Встречается в окрестностях Похо и Кочабамбы (Боливия).